# Pont de Sallent
El Pont de Sallent és una obra de Susqueda (Selva) inclosa a l'Inventari del Patrimoni Arquitectònic de Catalunya.

## Descripció
El pont de Sallent està situat sota l'embassament de Susqueda, sobre la riera de Rupit, una mica abans de la seva unió amb el Ter, prop de l'antic poble de Susqueda.
El pont és enlairat per la part central i té tres ulls, encara que hi ha una gran arcada central i dos finestrals de mig punt laterals, un a cada costat. Aquesta disposició servia, a part d'estalviar material de construcció, per a permetre una menor resistència a l'aigua, és a dir, per què li costés més endur-se'l a una riuada.

## Història
El pont, datat entre els segles XIV-XV, quedà submergit sota el pantà de Susqueda l'any 1968. Durant períodes en què no hi ha gaire aigua es veuen algunes estructures de l'antic poble com el campanar de Sant Vicenç, no passa el mateix amb el pont.
Prop del pont hi havia un molí fariner.